# Acanthosepion
Acanthosepion (лат.) — род головоногих из семейства настоящие каракатицы отряда каракатицы. Был описан как отдельный род, затем слит с родом Sepia, а теперь вновь восстановлен. Типовой вид — Acanthosepion aculeatum.

## Виды
На декабрь 2023 известно 10 описанных видов:
- Acanthosepion aculeatum (Van Hasselt [in Férussac & d'Orbigny]), 1835
- Acanthosepion ellipticum (Hoyle, 1885)
- Acanthosepion esculentum (Hoyle, 1885)
- Acanthosepion lycidas (Gray, 1849)
- Acanthosepion pharaonis (Ehrenberg, 1831)
- Acanthosepion ramani (Neethiselvan, 2001)
- Acanthosepion recurvirostrum (Steenstrup, 1875)
- Acanthosepion smithi (Hoyle, 1885)
- Acanthosepion stelliferum (Khomenko & Khromov, 1984)
- Acanthosepion whitleyanum Iredale, 1926